# مقاطعة تولي (مونتانا)
مقاطعة تولي (بالإنجليزية: Toole County)‏ هي إحدى مقاطعات ولاية مونتانا في الولايات المتحدة الأمريكية.